# Estación de Finestrelles-Sant Joan de Déu
La estación de Finestrelles | Sant Joan de Déu, será un futuro intercambiador de las líneas 3 (TMB) y 12 (FGC) del metro de Barcelona. Estará construida a 60 metros (L3) y 30 metros (L12) de profundidad. El andén de la línea 3 será central, tendrá 9 metros de ancho y estará "entre pantallas", mientras que la línea 12 dispondrá de dos andenes de 5 metros de ancho. La estación dará servicio al hospital de Sant Joan de Déu (San Juan de Dios) y al barrio de Finestrelles del municipio de Esplugas de Llobregat. La estación estará equipada con escaleras mecánicas y ascensores.